# Бернбург
Бернбург (нім. Bernburg) — місто в Німеччині, розташоване в землі Саксонія-Ангальт. Адміністративний центр району Зальцланд.
Площа — 113,45 км2. Населення становить 32 000 ос. (станом на 31 грудня 2021).